# Ocellularia rimosa
Ocellularia rimosa är en lavart som beskrevs av Mason Ellsworth Hale 1974. 
Ocellularia rimosa ingår i släktet Ocellularia och familjen Thelotremataceae. Inga underarter finns listade i Catalogue of Life.